# Svetlana Nemoliàieva
Svetlana Vladímirovna Nemoliàieva (en rus: Светла́на Влади́мировна Немоля́ева, nascuda el 18 d'abril de 1937 a Moscou, URSS) és una actriu soviètica i russa de teatre i cinema. Artista del poble de la RSFSR (1980).
Des del 1959 és una de les actrius principals del Teatre Acadèmic de Moscou Vladímir Maiakovski. Guanyadora del Premi Nacional de Teatre "Zolotàia maska" (2013), de dos premis de públic "Zvezdà teatrala" (2012, 2014), etc.
Va començar a actuar en pel·lícules des de petita. Va esdevenir coneguda el 1958 gràcies al paper d'Olga Làrina en el film d'òpera Eugene Oneguin basat en l'òpera amb el mateix nom de Piotr Txaikovski. Però es va fer realment famosa pels seus papers en pel·lícules d'Eldar Riazànov, com ara Idil·li d'oficina (1977), El garatge (1979), Digueu una paraula pel pobre hússar (1980) o El cel promès (1991).
Al teatre, va interpretar papers principals en més de 50 espectacles, entre els quals es destaquen: Ofèlia en Hamlet, Maixa en Conte d'irkutsk, Néguina (en la nova producció, Domna Panteléievna) en Talents i fans, Blanche DuBois en Un tramvia anomenat Desig, Elisabet I d'Anglaterra en Que visqui la reina, visca!, May en La gata a la teulada ardent, Anna Andréievna en L'inspector general, Fiokla Ivànovna en El matrimoni, Anna-Réguina en Kant, i altres.

## Biografia

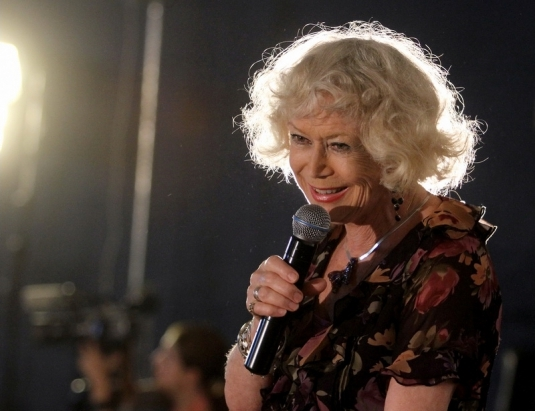
Svetlana Nemoliaèva al Festival Internacional de Cinema d'Odessa, 18 de juny de 2012.

Svetlana Nemoliàieva va néixer el 18 d'abril de 1937 a Moscou en una família ordinària d'intellectuals soviètics. Va passar la infantesa al famós carrer moscovita de Pliusxikha. El seu pare, Vladímir Víktorovitx Nemoliàiev (29 de juliol de 1902 – 21 de maig de 1987), va ser director de pel·lícules de comèdia, guionista i un dels primers graduats de l'Institut Estatal Rus de Cinematografia S.A. Gueràssimov (VGIK); era respectat tant per principiants, com per mestres reconeguts. La mare de Svetlana, Valentina Lvovna Ladíguina (1907-1988), va ser enginyera d'àudio. Els Nemoliàiev rebien a la seva casa molts actors, actrius i directors famosos, com ara Liudmila Tselikóvskaia, Mikhaïl Jàrov o Vsévolod Pudovkin; un altre convidat freqüent era el famós pallasso Mikhaïl Rumiàntsev.
La guerra amb Alemanya (1941-1945) va deixar records durs en la memòria de Svetlana: feia fred, no hi havia prou menjar. Però també hi havia dies feliços, com quan el seu pare la portava amb el seu germà petit Nikolai (nascut el 5 de juliol de 1938) als rodatges de les seves pel·lícules, on participaven com a figurants. La seva carrera cinematogràfica va començar quan tenia només vuit anys, amb el paper episòdic de Svétotxka en la pel·lícula de comèdia Els bessons (1945), dirigida per Konstantín Iudin. Quan era petita, Svetlana es va enamorar també del teatre i anava a tots els espectacles del Teatre Vladímir Maiakovski, en el qual, abans de la guerra, actuava el germà del seu pare, Konstantín Víktorovitx Nemoliàiev.
El 1954 va ingressar a la facultat d'actuació de l’Escola Superior de Teatre M.S. Xepkin a Moscou (el seu mestre del curs va ser el professor Leonid Andréievitx Vólkov), on es va graduar amb honors el 1958.
Entre el 1958 i el 1959 va ser actriu del Teatre Dramàtic de Moscou a Spartàkovskaia (després, a Màlaia Brónnaia).
El 1959, va ser admesa al conjunt del Teatre Acadèmic de Moscou Vladímir Maiakovski, en l'escenari del qual encara està actuant. A finals dels anys cinquanta, gràcies als esforços de Nikolai Okhlópkov, el teatre va esdevenir un dels teatres més importants, populars i famosos de l'URSS. El mateix any 1959, al conjunt del teatre també va ser admès el futur marit de Svetlana, Aleksandr Serguéievitx Làzarev, amb al qual Nemoliàieva es va casar el març de 1960.
Svetlana Nemoliàieva va debutar a l'escenari teatral en l'espectacle Hamlet, en el qual va interpretar el paper d'Ofèlia. L'espectacle va tenir èxit i duraria vuit anys. Amb Andrei Aleksàndrovitx Gontxarov com a director artístic del teatre, Nemoliàieva va interpretar uns dels papers més complexos i brillants de la història del dramatúrgia mundial, com ara el de Blanche DuBois en Un tramvia anomenat Desig, de la reina Elisabet I d'Anglaterra en Que visqui la reina, visca!, de May en La gata a la teulada ardent, i altres. Va rebre diversos premis i nominacions teatrals pels papers interpretats amb el nou director artístic del teatre, Mindaugas Karbauskis, com ara el de Domna Panteléievna en Talents i fans, Anna Regina en Kant o la cuinera en Fruits de la instrucció.
Nemoliàieva va guanyar la seva primera fama al cinema el 1958 gràcies al paper d'Olga Làrina en la gran estrena soviètica d'aquell temps, la pel·lícula basada en l'òpera Eugeni Oneguin de Piotr Txaikovski, dirigida per Roman Tikhomírov. Es va fer coneguda entre els cinèfils de tota la Unió Soviètica per les seves actuacions brillants en pel·lícules del famós director de cinema Eldar Riazànov, com ara Idil·li d'oficina (1977), El garatge (1979), Digueu una paraula pel pobre hússar (1980) o El cel promès (1991).
Svetlana Nemoliàieva és membre de la Unió dels treballadors teatrals (des del 1962), la Unió de cinematogràfics (des del 1980), i l'Acadèmia russa de les arts cinematogràfiques "Nika" (des del 2002).